# Parodontomelus verticulus
Parodontomelus verticulus är en insektsart som beskrevs av Nicholas David Jago 1983. Parodontomelus verticulus ingår i släktet Parodontomelus och familjen gräshoppor. Inga underarter finns listade i Catalogue of Life.